# 30564 Olomouc
30564 Olomouc este un asteroid din centura principală de asteroizi.

## Descriere
30564 Olomouc este un asteroid din centura principală de asteroizi. A fost descoperit pe 28 iulie 2001 la Observatorul din Ondřejov de Petr Pravec. Asteroidul prezintă o orbită caracterizată de o semiaxă mare de 2,60 ua, o excentricitate de 0,14 și o înclinație de 3,9° în raport cu ecliptica.